# Archives cantonales jurassiennes
Les Archives cantonales jurassiennes (ArCJ) sont le service d’archives de la République et Canton du Jura. En raison de l’entrée en souveraineté du canton du Jura en 1979, il s’agit du plus jeune service d’archives cantonales de Suisse. Section de l’Office de la culture, les ArCJ sont basées à Porrentruy, en Ajoie.

## Mission
Les ArCJ veillent à l’établissement et la mise en œuvre de trois principes fondamentaux :
- La traçabilité des actions de l’État
- La constitution du patrimoine archivistique
- L'accès des citoyennes et citoyens aux informations

Dans le premier cas, les États sont amenés à justifier de leurs actions envers les citoyens. La valeur probatoire des documents, leurs processus d’élaboration, sont importants : archives judiciaires, dossiers d’aide sociale, dossiers administratifs contenant des décisions ayant eu une influence sur la vie d’une personne.
Dans le deuxième cas, c’est la valeur historique des documents qui sert à reconstituer le passé, à éclairer les actions de l’État. Les archives provenant du domaine privé (personnalités, entreprises, partis ou mouvements politiques), sont un indispensable complément pour appréhender la diversité de la société. A des fins documentaires, les archives établissent également des dossiers concernant l'histoire jurassienne.
Le troisième cas est un pilier de la démocratie, avec la transparence - le droit à l’information et l’accès aux documents officiels - comme valeur clé, tout en tenant compte d’impératifs de protection de la sphère privée, avec un ensemble de lois concernant l’accessibilité et la communicabilité des archives.

## Histoire

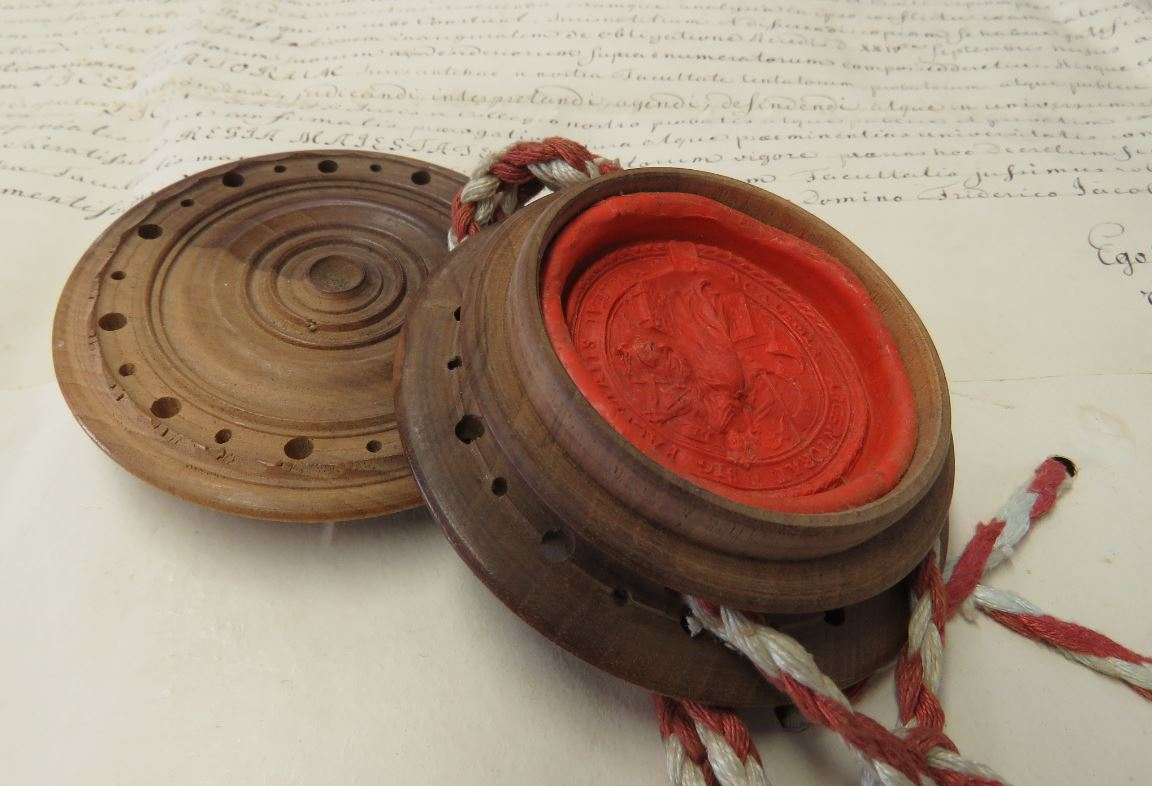
Sceau et document d'archive conservés aux ArCJ.

Les ArCJ sont la plus jeune institution d’archives cantonales de Suisse, en raison de l’entrée en souveraineté de la République et Canton du Jura en 1979. Elles abritent principalement des archives à partir de 1815.
Lors de la création du Canton du Jura, deux unités distinctes sont créées, avec des attributions archivistiques propres :
- Service des archives et de la documentation (SAD)
- Archives de la République et Canton du Jura (ArCJ)

À Delémont, le Service des archives et de la documentation, subordonné à la Chancellerie, s’occupe des dossiers et documents produits par l’administration cantonale, émet des directives sur l’archivage pour les unités administratives, reçoit et répertorie ces dossiers et verse des archives définitives aux Archives de la République et Canton du Jura.
À Porrentruy, les Archives de la République et Canton du Jura, subordonnées à l’Office du patrimoine historique, l'actuel Office de la culture, s’occupent de la gestion et de la mise en valeur des archives des trois districts fondateurs (Delémont, Franches-Montagnes, Porrentruy), de rassembler et accueillir des fonds d’archives privés.
Le Parlement jurassien décide en 2007 de supprimer le Service des archives et de la documentation (SAD) et de confier la responsabilité de l’entier du processus d’archivage aux Archives cantonales jurassiennes à Porrentruy.

## Lois sur l'archivage
La première loi concernant les archives publiques de la République et canton du Jura date du 11 octobre 1984. Elle est la deuxième loi dans ce domaine en Suisse romande (après la loi genevoise de 1925 ), et sert à définir ce qui constitue le patrimoine archivistique jurassien, les modalités de gestion des archives et les procédures à suivre.
En raison des progrès de l’archivistique, de l’avènement de la micro-informatique et des sciences de l’information et de la communication, ainsi que de l’accroissement constant des documents d’archives, la République et canton du jura se dote d’une nouvelle loi en 2010, entrée en vigueur en 2011, dite Loi sur l’archivage (LArch, RSJU 441.21). Cette dernière abroge la loi de 1984. 
La Loi sur l’archivage (art. 1er) règle la collecte, le classement, la conservation de documents et leur mise à disposition du public, afin d’assurer la traçabilité des activités de l’État, de permettre la constitution régulière et organisée du patrimoine archivistique jurassien et de favoriser son étude, d’assurer au public l’accès aux sources d’informations de l’État.
Par rapport aux autres lois cantonales, la loi jurassienne a les particularités suivantes :
- Définition de termes techniques (art. 4) : document, document actif, semi-actif et inactif, plan de classement, calendrier de conservation, etc.
- Obligation faite aux unités administratives d’avoir des instruments archivistiques (art. 10) : plan de classement, calendrier de conservation
- Mise à la disposition du public des dossiers de l’administration quinze ans après leur clôture (art. 21 et 22) ; en général, entre 20 et 30 ans dans les autres lois cantonales

## Accès aux documents
Les Archives cantonales jurassiennes sont ouvertes à toute personne souhaitant obtenir une information en rapport avec ses intérêts ou faire une étude consacrée à l'histoire jurassienne. Les documents sont accessibles conformément à la législation en vigueur et peuvent être consultés en salle de lecture.
Les inventaires sont accessibles en ligne sur une plateforme numérique dédiée (inventaires en lignes). Quelques milliers de documents photographiques (Projet Eugène Cattin sur Wikimedia commons) et audionumériques (Projet Agora sur Wikimedia commons) issus des projets de médiation numérique se trouvent également sur Internet.
La salle de lecture de la Bibliothèque et des archives cantonales jurassiennes est ouverte du lundi au vendredi. Une salle dotée de lecteurs de microfilms, une salle Internet et une salle multimédia sont également à disposition du public.

## Collections conservées
Les fonds archivistiques actuellement conservés occupent environ 4 km de rayons et datent essentiellement des XIXe et XXe siècles.

### Archives administratives (dès 1979)
Conformément à la Loi sur l'archivage (LArch, RSJU 441.21), les ArCJ conservent les archives produites par les instances officielles, i.e celles des trois pouvoirs, l'exécutif, le législatif et le judiciaire, depuis l’entrée en souveraineté du Canton en 1979.

### Archives de la période bernoise (1815-1978)
Pour cette période, le territoire jurassien était administré par le Canton de Berne. Au moment de l’entrée en souveraineté, la répartition des archives entre l’ancien et le nouveau canton s’est faite selon le principe d’autorité : lorsque les décisions dépendaient d’une autorité régionale, les documents d'archives sont devenus la propriété du Canton du Jura. Dans les autres cas, les documents d'archives sont restés à Berne. Ce sont donc principalement les archives des préfectures des trois districts fondateurs ( Delémont,  les Franches-Montagnes, et  Porrentruy), ainsi que les dossiers des autorités judiciaires locales qui constituent la base historique des documents officiels conservés par les ArCJ.

### Fonds privés
Depuis l’entrée en souveraineté, les ArCJ ont récolté quelque 160 fonds privés de personnes, d'entreprises jurassiennes ou d'institutions d’intérêt pour l’histoire et la culture jurassienne.

### Généalogie
Les ArCJ conservent les archives permettant de retrouver des informations généalogiques pour des données antérieures à 1876, soit les trois groupes suivants :
- Registres paroissiaux, des origines (dès 1481) jusqu'en 1793, en latin
- Registres de l'état civil de la période française (de 1793 à 1815), en français
- Registres paroissiaux et administratifs, en latin, de la période bernoise jusqu’à l’entrée en vigueur de l’état civil fédéral (de 1815 à 1876)

### Héraldique
Les armoiries ne bénéficient d'aucune protection légale. Chacun peut soit en inventer – il faut alors respecter les règles propres à l'héraldique –, soit utiliser celles qui sont éventuellement portées par la famille depuis parfois plusieurs siècles. Les ArCJ disposent du « Fichier André Rais ». Ce fichier comporte des milliers de fiches sur les armoiries des différentes familles jurassiennes à différentes époques.

## Un document unique: le plus vieux registre d'état civil de Suisse
En 1481, l’archevêque de Besançon, dont Porrentruy dépendait, prescrit au clergé de tenir des registres de baptêmes. C’est à la date du 26 décembre 1481, jour de la naissance et du baptême d’un certain Jacques Richard, que s’ouvre le registre de Porrentruy, le plus ancien de Suisse. Ce registre a fait l’objet d’une restauration par un atelier spécialisé.

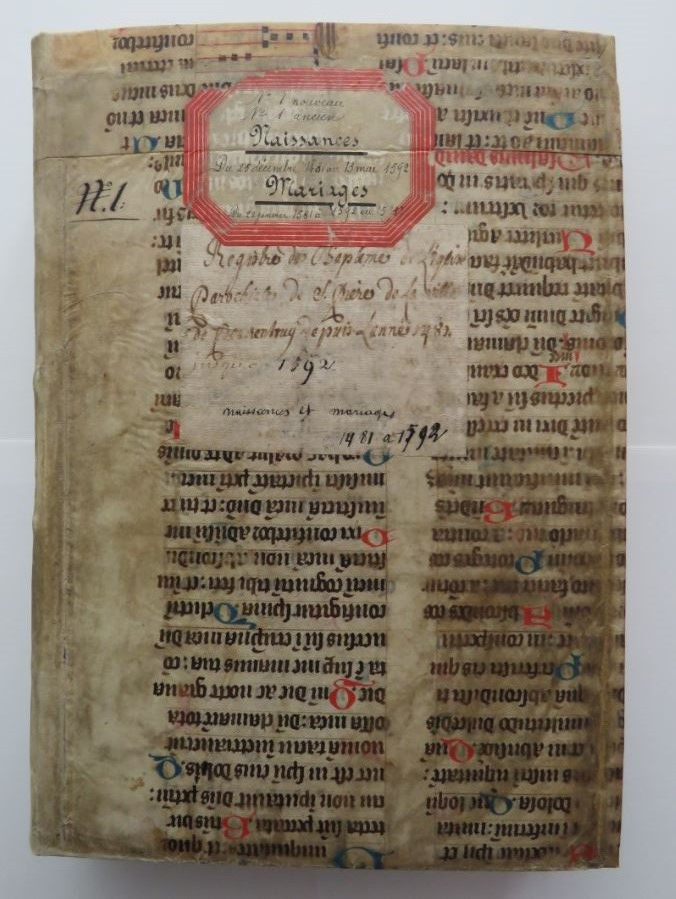
Premier de couverture du plus vieux registre des naissances de Suisse (ArCJ)
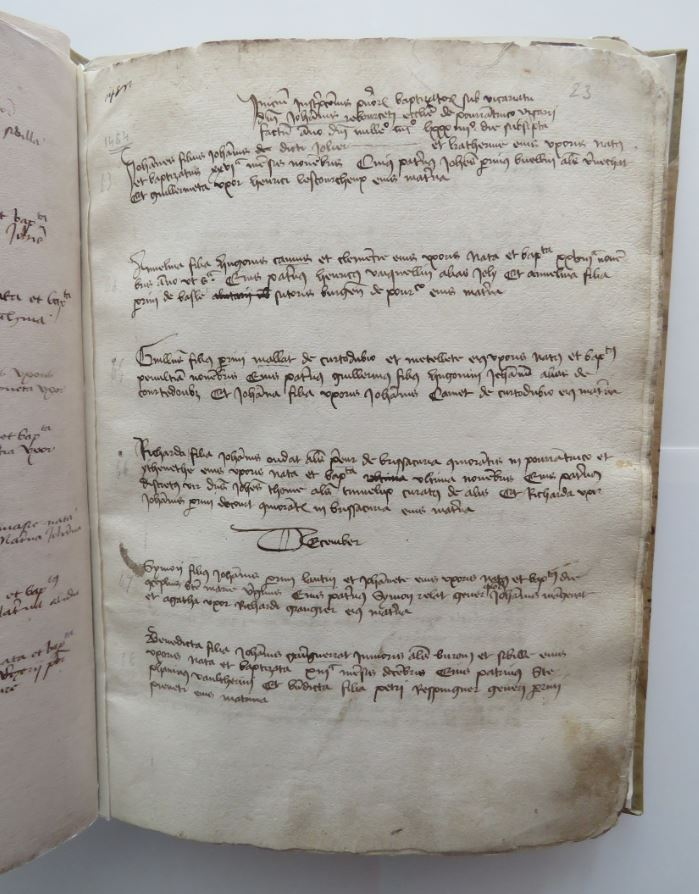
Extrait du registre des naissances de Porrentruy (ArCJ)

## Désacidification
Dès 1850, l'industrie du papier modifie son mode de production. Au lieu de chiffons, elle utilise du bois pour fabriquer la pâte à papier, dont les composants chimiques (lignine) provoquent des réactions d'oxydation. Ainsi, le papier se dégrade de lui-même, inexorablement. Chaque année en Suisse, 120 tonnes d'archives sont traitées par une entreprise spécialisée. En 2016, les Archives cantonales jurassiennes ont traité près de 3 tonnes, en se concentrant sur les Archives de notaires. Pour remédier à ce problème, les archives sont plongées dans une solution basique afin de stopper le processus chimique de dégradation du papier. Ainsi, tous les documents produits entre 1850 et 1990, date à laquelle la lignine est éliminée du papier, devraient à terme être désacidifiés, afin de sauvegarder les archives pour plusieurs siècles.

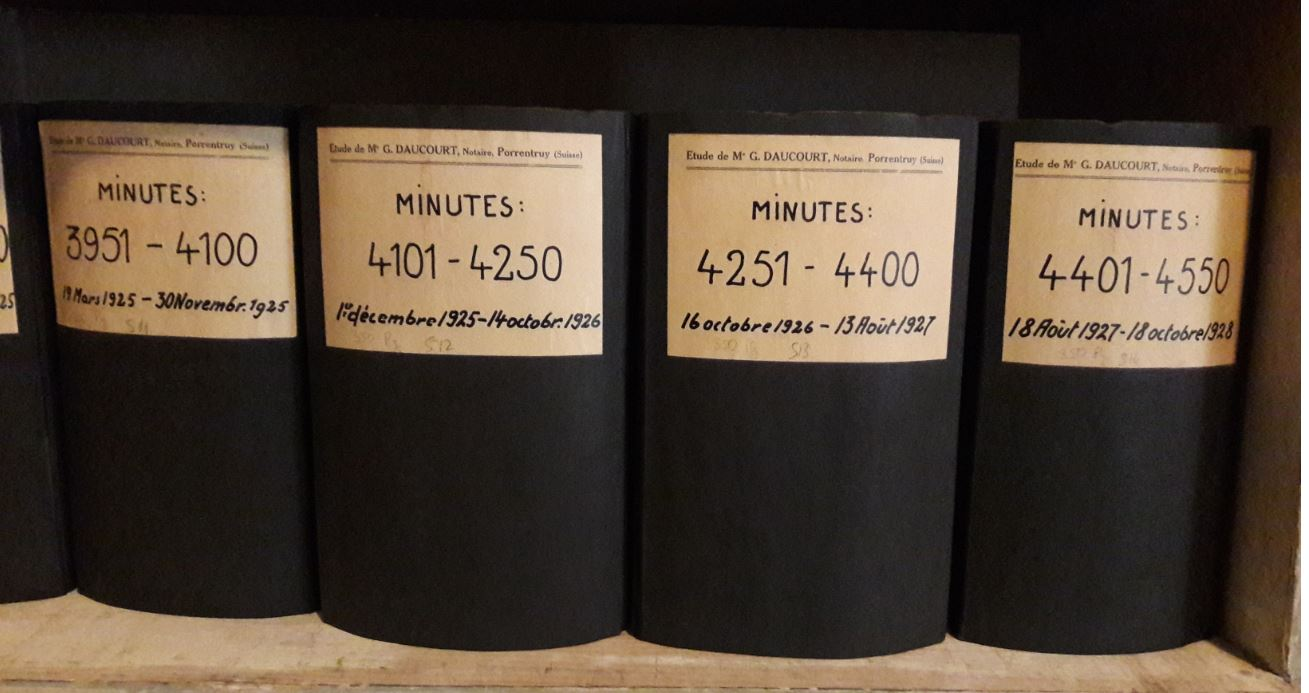
Minutes de notaires consignées dans des livres aux Archives cantonales jurassiennes.

## Archives et technologies de l'information et de la communication

### Inventaires en ligne
Les Archives cantonales jurassiennes utilisent le logiciel scopeArchiv TM afin de gérer les données archivistiques d’inventaire. Ce logiciel permet de diffuser les inventaires sur Internet, offrant au public la possibilité d'interroger les données (requêtes plein texte, dans un champ, dans le plan d’archivage) et de déposer les résultats dans un dossier de travail personnalisé. À fin 2016, environ 213 000 unités de description archivistiques peuvent être recherchées en ligne.

### Arkheia et le records managment
La Loi sur l'archivage (LArch, RSJU 441.21) exige que les ArCJ organisent l'archivage en collaboration avec les unités administratives du Canton. Le but est d’implémenter les outils de gestion des archives issus du  records management : un plan de classement, un calendrier de conservation, une gestion des droits d'accès. Ces trois outils réunis constituent un référentiel de gestion. Le passage à cette méthode proactive s’effectue dans tous les départements, les services et unités administratives de l’État, où le personnel des archives donne une formation et une aide à l'implémentation. Le projet devrait être terminé à fin 2018.

### Eugène Cattin, photographe aux Bois entre 1900 et 1930

Traineau attelé devant la maison d'Eugène Cattin (photographie par E. Cattin, ArCJ 137 J 2540a

Cette collection de photographies a été numérisée en haute définition et mise à disposition du public sur Wikimedia Commons (Projet Eugène Cattin). Les ArCJ satisfont aux exigences sur la diffusion de données libres et ouvertes (open data), en utilisant les licences Creative Commons et des formats de diffusion adéquats. L’ensemble des 3100 photographies est disponible en ligne dans une qualité de consultation et d’utilisation optimales. En tant que plateforme collaborative, Wikimédia permet à tout un chacun d’apporter sa contribution en fournissant des informations sur les lieux des prises de vues, les dates ou encore les personnes photographiées ce qui permet aux ArCJ de récupérer de l'information (rétro-indexation).
Eugène Cattin, facteur aux Bois au début du XXe siècle, avait la photographie comme passion. Des années 1900 à 1930, il a réalisé des prises de vues de l’ensemble des Franches-Montagnes, sur plaque de verre. Le quotidien des Franches-Montagnes (paysages, maisons, personnages, chevaux, etc.) s’y trouve, avec principalement des photographies prises en extérieur, à la lumière naturelle.

### AGORA, enregistrements audionumériques de l'Assemblée constituante et du Parlement jurassien

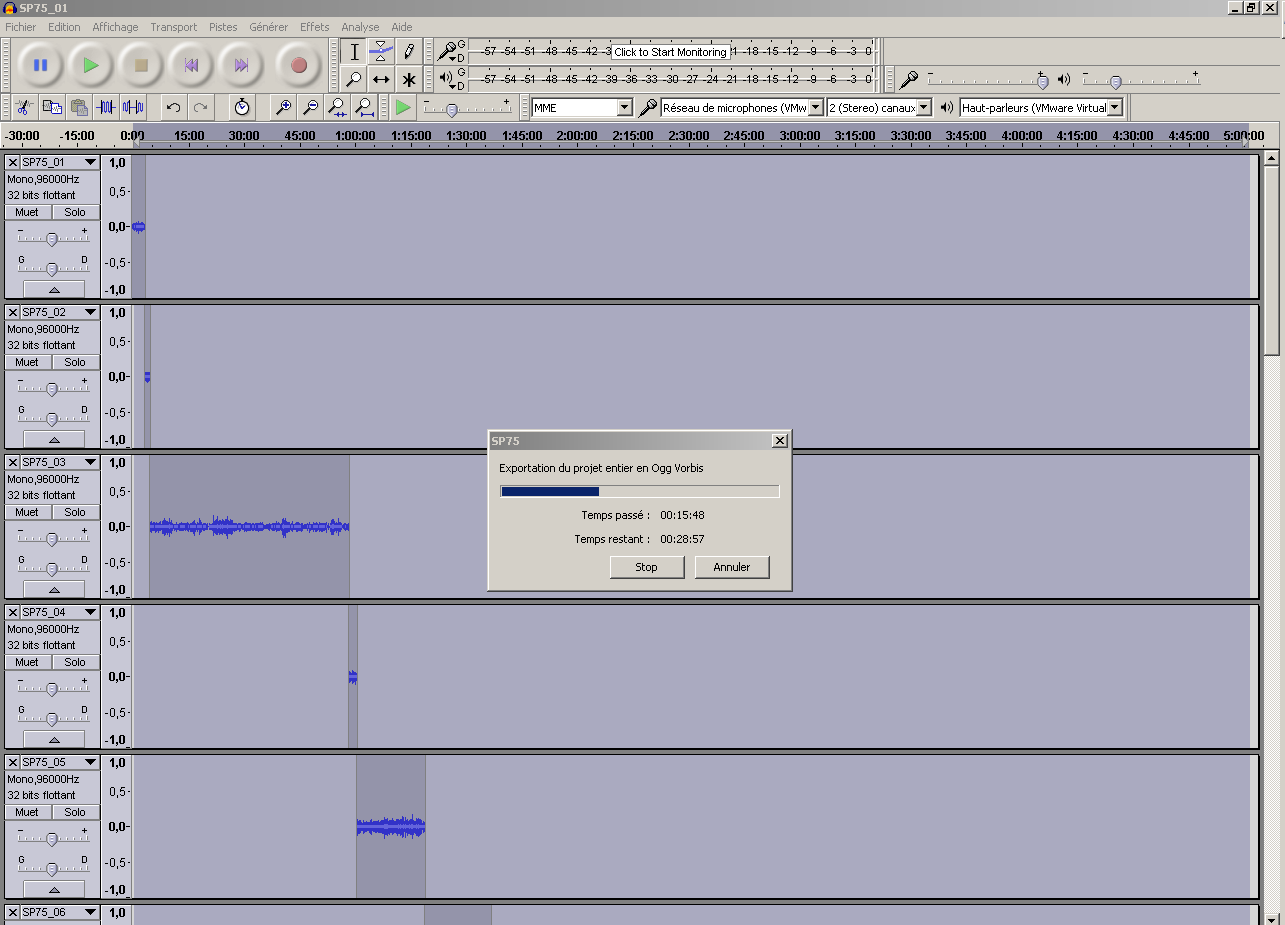
Traitement des données audio, à l'aide du logiciel libre Audacity.

De 1976 à 1978, l'Assemblée constituante enregistre ses délibérations. Cet effort se poursuit ensuite à l'entrée en souveraineté du nouveau canton pour les débats du Parlement jurassien. Les ArCJ conservaient ces bandes sonores sans pouvoir les exploiter. Par conséquent, il a été décidé de numériser les bandes sonores de l'Assemblée constituante (1976-1978) et des débats du Parlement jurassien pour les trois premières législatures (1978-1990) et de les rendre accessibles en ligne. Plusieurs partenariats ont été établis avec la Phonothèque nationale (FNS) à Lugano, Memoriav à Berne (Association pour la sauvegarde du patrimoine audiovisuel suisse), Wikimedia Suisse. Les principales étapes du projet ont été la numérisation et la description des fonds (FNS), la mise à disposition des enregistrements et des métadonnées archivistiques normalisées sur les bases de données Web de Memobase, ArCJ scopeArchivTM (inventaires en ligne), ainsi que sur Wikimedia commons (Projet Agora).

### SIGMA, plans cadastraux et géoservice

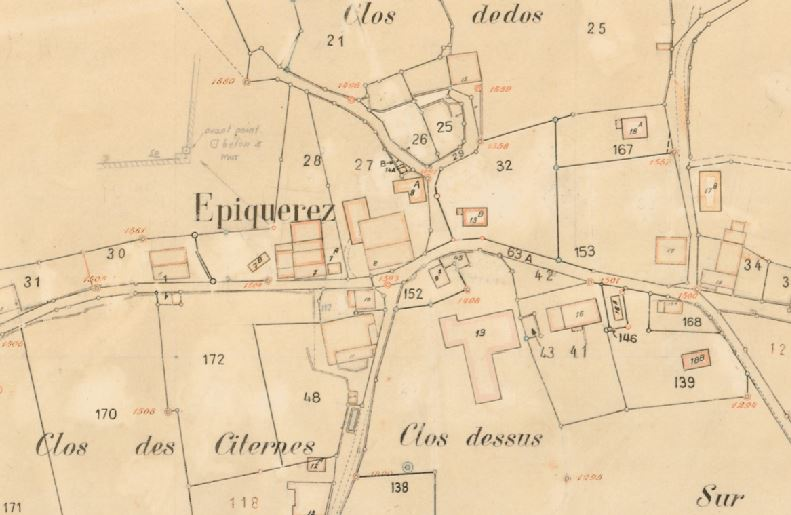
Extrait d'un plan d'Épiquerez, conservé aux Archives cantonales jurassiennes.

Pour chaque commune du territoire jurassien, les ArCJ disposent de deux ou trois ensembles de plans cadastraux concernés par cette numérisation : vers 1850, vers 1880 et vers 1920. Cet ensemble contient environ 6 000 plans. À terme, les plans devraient intégrer le géoportail cantonal. En 2017, les ArCJ réalisent un projet pilote sur la base des plans de la commune d’Épiquerez, avec un géoservice, qui seront mis en ligne au mois d’août 2017.
Avant l’entrée en souveraineté, ces plans ont été conservés soit par des géomètres, soit dans certains cas par les communes. Leur état de conservation est variable, certains plans étant particulièrement fragiles. De plus, c’est toujours à la version papier originale que sera attribuée la valeur probatoire de ces plans. Ce projet est donc soumis en premier lieu à un impératif de restauration.